# Menedemo

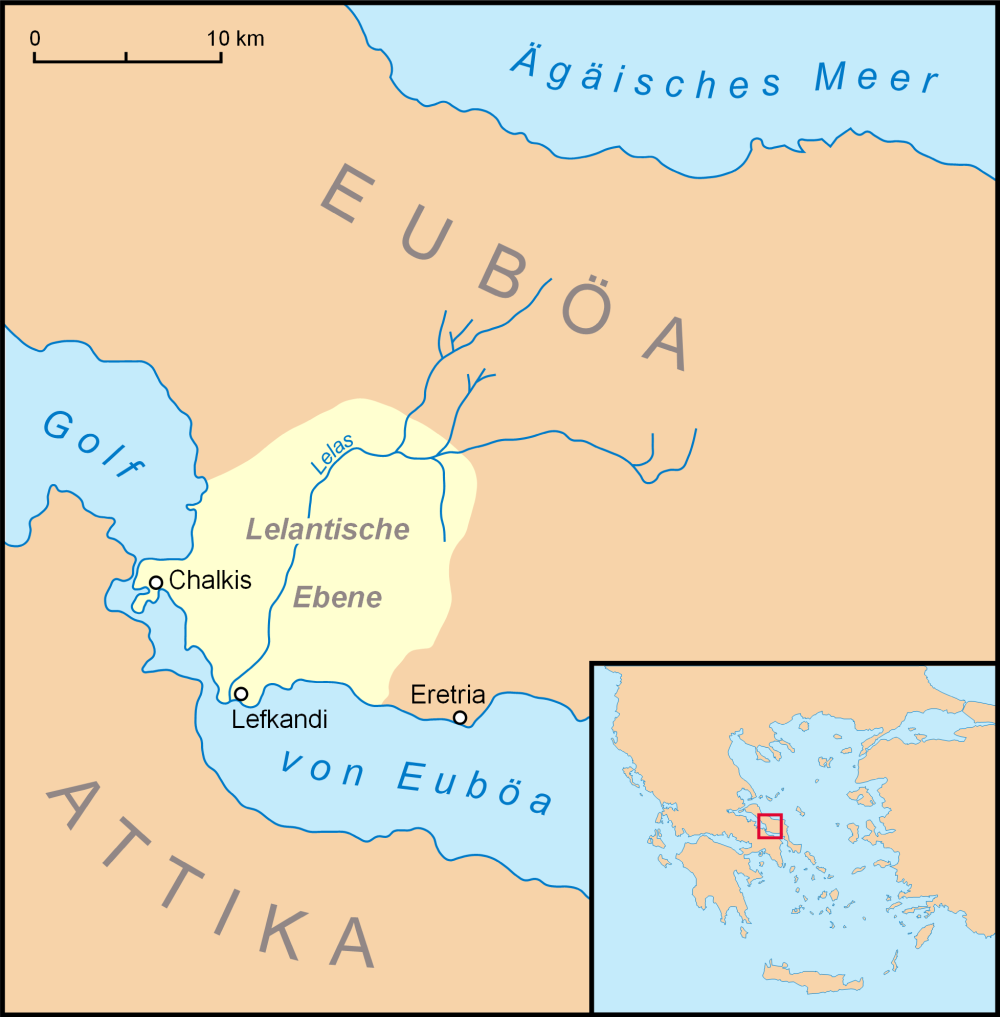
Mapa de Eubea con la ubicación de la llanura de Lefkandi y las ciudades cercanas de Calcis y Eretria, en Grecia.

Menedemo (Μενέδημος) fue un filósofo griego, de Eretria, (345/4 – 261/0 a. C. que vivió en el siglo IV a. C. Perteneció a la escuela Jónica, seguidor de los preceptos de Sócrates y discípulo de Fedón de Elis. Fue, como Diógenes de Sínope, llamado perro, por su severidad. Alcanzó celebridad en su patria por lograr que el diádoco Demetrio (uno de los generales de Alejandro Magno) rebajara el tributo anual de su polis a los macedonios. Además de filósofo, fue embajador y político. Otro general de Alejandro, Antíoco, fue gran admirador suyo y se declaró su discípulo. Llevó una buena relación con los detentadores del poder de su tiempo. Fue el último de los filósofos socráticos directo, no perteneciente a los seguidores de la Academia de Platón ni a los de Aristóteles.

## Educación
Descendiente de una familia noble pero pobre, los Teopopridas, originarios de Eretria. Su padre se llamaba Clístenes, quien fue arquitecto y pintor de profesión, artes que enseñó a Menedemo. De esto harían mofa otros filósofos al señalar que "no era decente a un sabio pintar escenas ni dar proyectos". Yendo como parte de la guarnición de Eretria a Megara conoció la Academia de Platón y se quedó a estudiar en ella dejando la milicia. Empero el filósofo Asclepíades Filasio se lo llevó de allí para darle él mismo lecciones. De ahí fue a Élide donde estudió las enseñanzas que impartía Fedón. Fue hombre muy serio, grave y severo, por lo que lo comparaban con un toro.

## Participación política
Con un sentido de pragmatismo sobresaliente, empleó sus dotes de filósofo y orador para salvaguardar los intereses de su patria Eretria y de los griegos como conjunto ante el imperialismo macedonio. Se convirtió en amigo y maestro del diádoco-rey Antígono I Monóftalmos al cual guiaba en su comportamiento. Alguna vez el soberano le preguntó a Menedemo si debía ir a una fiesta inmoral, a lo que el filósofo se reservó a contestar diplomática y audazmente: "Acuérdate que eres hijo de rey". Siempre criticó los excesos de quien pudiera, más conociendo los límites y sin nunca caer en la austeridad o crítica radical. En una ocasión el rey de Chipre lo invitó a él con otros filósofos a un convite que celebraba mes a mes, ante tal situación Menedemo criticó y alabó a la vez la festividada señalando que "Si esta asamblea de varones es honrosa, cada día debiera celebrarse la fiesta; pero si no, superflua es aún la celebración presente". 
Según Diógenes Laercio, fue ambicioso de glorio y poder, de ahí la manera de escoger sus amistades y el modo en que se conducía. Crates incluso lo reprendió por envolverse demasiado en los asuntos públicos y lo llega a mandar a castigar con cárcel durante un tiempo. Aunque en un principio fue catalogado "perro" posteriormente su polis le otorgaría el poder para dirigirla. Enviado a la corte de Ptolomeo I probó ser honradísimo. Amigo de muchos, sin embargo, tuvo como eterno rival al político Perseo, sin embargo, en sus últimos años gozó del puesto más elevado en el Senado de su patria.

## Pensamiento
Despreció absolutamente la filosofía de Platón (aunque tomó algunos de sus dogmas en tanto a la política y la manera de discurrir), de Jenócrates y de Parebates Cirenaico. Apreciaba mucho la de Estilpón. Fue inclinado a la superstición, la austeridad pero a la liberalidad también, apoyó el matrimonio y la amistad. Sus discursos fueron oscuros a decir de algunos, creó nuevas palabras y frases. En lógica nunca empleó axiomas negativos solo los afirmativos, de estos, solo aprobaba los sencillos eliminando cualquiera de los complicados. No aprobaba la dialéctica.

## Muerte
Existen varias versiones de su fallecimiento. Una de ellas dice que por ser muy amigo de Antígono sus compatriotas creyeron que quería entregarle su ciudad a aquel rey, ante los rumores Menedemo huye a Oropo y se refugia en el templo de Anfiarao. Después, en el templo desaparecen unos vasos de oro y la sospecha recae en el filósofo. Los beocios lo hacen salir del templo y de nuevo huye a su patria, Eretria, donde va con su familia y después con Antígono, en cuya casa muere de tristeza y oprobio.
La otra versión puntualiza que, siendo el principal senador de Eretria, libró a la polis de ser entregada a Demetrio Poliorcetes (por ello eran meros chismes el decir que quería darla a Antígono), mas no pudo lograr que su querida patria dejara de pagar tributo al rey Antígono. Trató de convencer con sus mejores argumentos a este soberano de liberar a Eretria mas como no pudo dejó de comer y al cabo de siete días falleció. 